# Bridgeman Art Library против Corel
Bridgeman Art Library против корпорации Corel (англ. The Bridgeman Art Library, Ltd. v. Corel Corporation; 36 °F. Supp. 2d 191; S.D.N.Y. 1999) — иск Бриджменской библиотеки искусств против корпорации Corel, поданный в Федеральный окружной суд Южного округа Нью-Йорка, который постановил, что точные фотографические копии изображений, находящихся в общественном достоянии, не могут быть защищены авторским правом, потому что в них отсутствует новизна. Даже если точное воспроизводство требует большого количества навыков, опыта и усилий, ключевым элементом для того, чтобы материал мог охраняться авторским правом согласно американскому закону, является обладание им достаточной новизной.

## Описание процесса

### Суть иска
Претензии Бриджменской библиотеки искусств сводились к тому, что корпорация Corel воспроизводила высококачественные фотографии, которые библиотека сделала с картин, находящихся в общественном достоянии, что, по мнению библиотеки, являлось нарушением её авторских прав со стороны корпорации.

### Доводы библиотеки
В качестве своего основного довода библиотека привела мнение о том, что, согласно закону Англии и Уэльса, такое воспроизводство недопустимо. Этот довод не был принят судом по той причине, что суд рассматривал дело с точки зрения американского законодательства, однако суд заявил, что даже в случае применения британского законодательства, дело скорее всего потерпело бы неудачу.

### Результат иска
Суд вынес решение в пользу ответчика, компании Corel.

## Последствия
Такой исход дела вызвал тревогу у многих музеев, которые зарабатывали на лицензировании фотографических репродукций картин. Некоторые считают, что решение не касается фотографий трёхмерных объектов, поскольку для их фотографирования требуются особые умения. Аналогично было вынесено решение по иску Eastern America Trio Products v. Tang Electronic Corp (2000), в котором говорилось, что почти любая фотография может быть защищена авторским правом, если сложность при её изготовлении превышала сложность сканирования.
Дело Bridgeman против Corel дало возможности для широкого использования репродукций, так как библиотеки перестали препятствовать распространению копий.
Несколько федеральных судов последовали этому решению при рассмотрении других исков, хотя это решение не обязательно к исполнению другими судами. Для становления обязательным прецедентом оно должно быть использовано любым окружным судом апелляционного уровня и подтверждено Верховным Судом. Однако, и решение последнего в Feist Publications v. Rural Telephone Service (1991), очевидно было принято не без учёта дела Bridgeman.

### Значение для Великобритании
Хотя в Великобритании данное постановление не является  судебным прецедентом, оно вызвало значительную общественную дискуссию.
Частная ассоциация Museum Copyright Group (с англ. — «Группа авторских прав музеев») опубликовала отчёт, подготовленный двумя специалистами по интеллектуальной собственности из Лондонского университета и Лондонского университета королевы Марии, в котором приводится мнение о защите британским законодательством навыков и труда создателя интеллектуальной собственности наряду с «новизной», в силу чего фотографии объектов, находящихся в общественном достоянии, могут защищаться авторским правом в Великобритании.
В 2015 году агентство по интеллектуальным правам (Intellectual Property Office) выпустило руководство по авторским правам, в котором по поводу авторских прав на изображения произведений в общественном достоянии повторило аргументы истцов, что авторским правом защищаются только оригинальные произведения, созданные интеллектуальным трудом самого автора, но не репродукции уже существующих произведений.
Хотя Британский музей впоследствии перестал брать плату за права на оцифрованные изображения, другие музеи и библиотеки продолжают заявлять о своих авторских правах на репродукции художественных произведений.
В 2017 году известные историки искусства, кураторы музеев и художественные критики призвали британские музеи отказаться от платы за воспроизведение исторических произведений искусства, так как это ограничивает распространение общественного знания и противоречит самой миссии музеев и художественных галерей, и предоставить открытый доступ и открытую лицензию на изображения этих произведений, приведя в пример такие международные музеи, как Рейксмюсеум.